# San Marcial Ozolotepec
San Marcial Ozolotepec là một đô thị thuộc bang Oaxaca, México. Năm 2005, dân số của đô thị này là 1399 người.